# أحمد صالح العيسي
أحمد صالح العيسي  (و. 1967  م) هو رجل أعمال، وسياسي يمني، ولد في عدن، وهو رئيس الائتلاف الوطني الجنوبي منذ 27 أبريل 2019، في 2005 انتخب العيسي رئيساً للإتحاد اليمني لكرة القدم ويشغل حاليا منصب نائب مدير مكتب رئاسة الجمهورية للشؤون الاقتصادية.